# Piper lolot
Espèce
Classification phylogénétique
Le piper lolot (en vietnamien lá lốt) est une espèce de plante herbacée annuelle de la famille des Piperaceae récoltée pour ses feuilles qui servent principalement à la gastronomie vietnamienne ou laotienne en tant qu’emballage.  Il est également connu sous les noms de japloo (ou jeeploo en khmer),chaphlu ชะพลู (en thaï), phak ee lert  (ou phak nang lert en laotien). 
La coutume d’emballer la viande d’une feuille de vigne a son origine au Moyen-Orient et a ensuite été introduite en Asie du Sud-Est. À cause de son adaptation climatique insuffisante, les Vietnamiens lui substituent le piper lolot qui est très célèbre pour le plat bò nướng lá lốt (bœuf grillé). 
Sur le plan médical, le piper lolot figure sur de nombreuses ordonnances de médecine orientale.

## Galerie

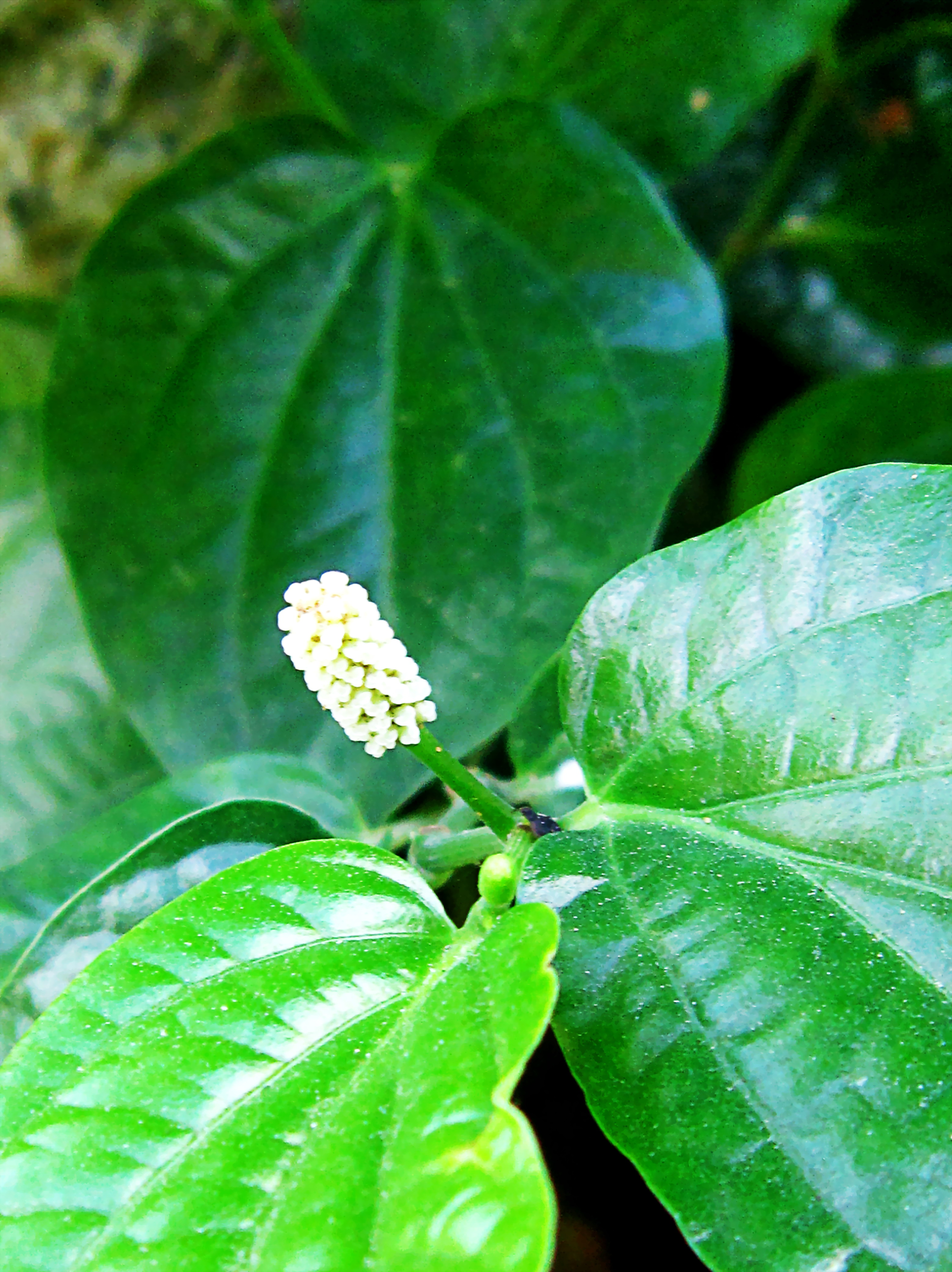
Fleur de piper lolot.
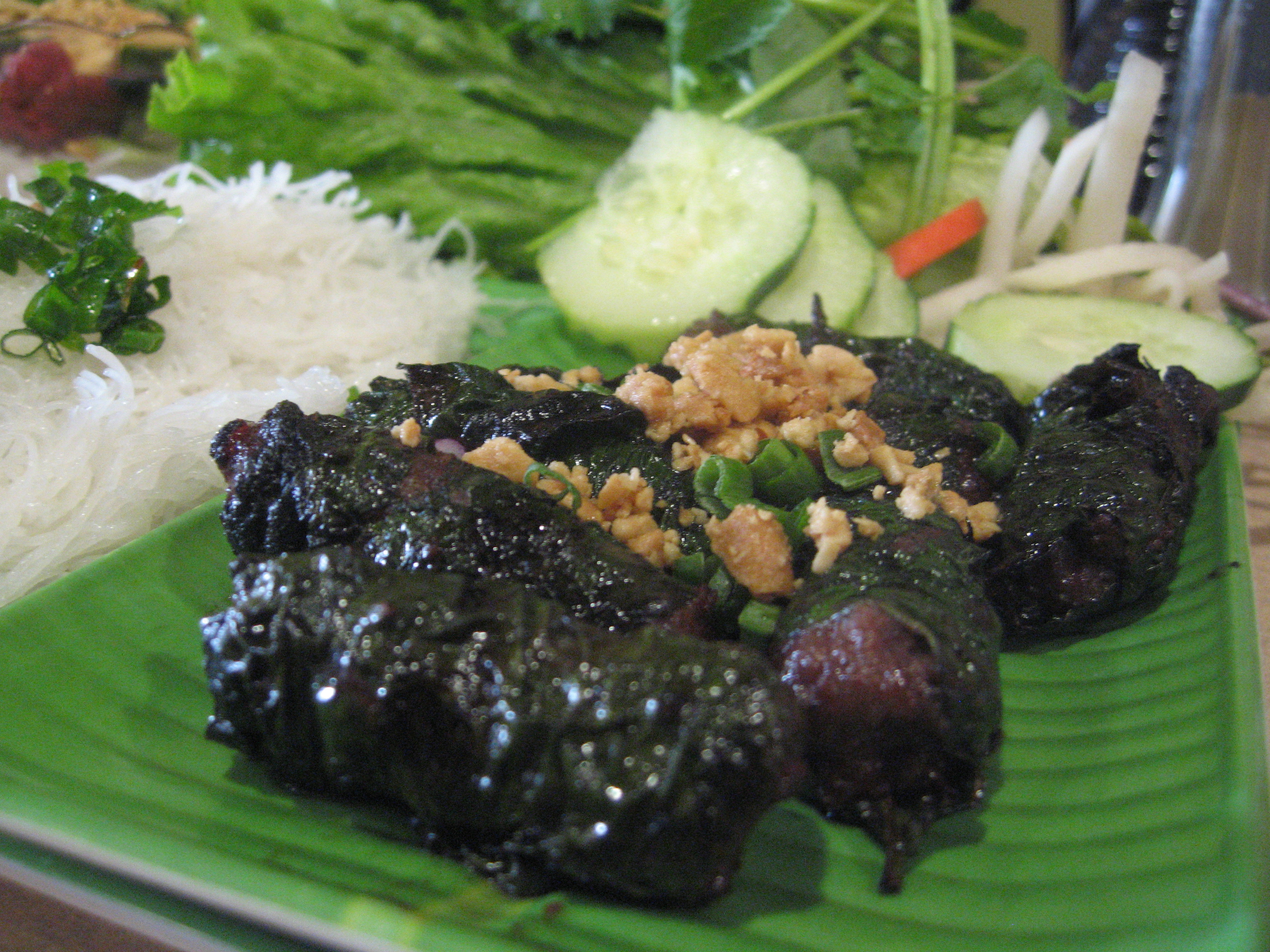
Feuille de piper lolot servant à enrouler de la viande de bœuf.